# Cre'Von LeBlanc
Cre'Von Lashaad LeBlanc (Belle Glade, 25 luglio 1994) è un giocatore di football americano statunitense che milita nel ruolo di cornerback per gli Arlington Renegades della X Football League (XFL). Al college giocò a football con i Florida Atlantic Owls.

## Carriera professionistica

### New England Patriots
Cre'Von LeBlanc firmò con i New England Patriots dopo non essere stato scelto da nessuna squadra nel corso del Draft NFL 2016. Durante le gare di pre-stagione si fece notare per una presa effettuata con una sola mano effettuata all'interno della end zone; in seguito tale azione sarà nominata migliore azione della pre-stagione 2016.
Alla fine della pre-stagione, il 3 settembre 2016, il giocatore venne svincolato dai Patriots.

### Chicago Bears
Il 4 settembre 2016 LeBlanc venne ingaggiato dai Chicago Bears. Il suo primo intercetto in NFL avvenne l'11 dicembre 2016, durante la gara con i Detroit Lions, quando LeBlanc intercettò la palla lanciata da Matthew Stafford e la convertì in un touchdown.